# 12695 Утрехт
12695 У́трехт (12695 Utrecht) — астероїд головного поясу, відкритий 1 квітня 1989 року.
Тіссеранів параметр щодо Юпітера — 3,382.